# أندرياس نورمان
أندرياس نورمان (بالسويدية: Andreas Norman)‏ هو كاتب سويدي، ولد في 23 أكتوبر 1972 في Farsta ‏ في السويد.